# Fritz Gilsi
Hans Fritz Gilsi (* 12. März 1878 in Zürich; † 11. Mai 1961 in St. Gallen) war ein Schweizer Graphiker und Maler.

## Leben und Wirken
Fritz Gilsi war der Sohn des Lithografen Hans Gilsi. Die Familie zog 1879 nach Paris, wo er die Zeichnungsschule von Bernard Palissy besuchte. 1895 kehrte er in die Schweiz zurück und belegte Kurse an der Kunstgewerbeschule Zürich zusammen mit Augusto Giacometti. Darauf begann er eine Ausbildung an der Zeichnungsschule der Industrie- und Gewerbeschule St. Gallen. Vor Abschluss verliess er die Schule, um in Paris eine Stelle als Industriezeichner für Stoffe und Tapeten anzutreten. 
Ab 1904 verbrachte Gilsi das restliche Berufsleben in St. Gallen, unterbrochen von Studienaufenthalten in Paris. Im Jahr 1922 verstarb seine Ehefrau Emmy an einer Krankheit. Gilsi nahm zu diesem Zeitpunkt eine Stelle als Hauptlehrer an der kunstgewerblichen Abteilung der Kunstgewerbeschule St. Gallen an, welche er bis zu seiner Pensionierung im Jahr 1944 beibehielt.
Parallel dazu war er als Zeichner von politischen Karikaturen externer Mitarbeiter der Schweizer Satirezeitschrift Nebelspalter. Sein Sohn René Gilsi verfolgte eine ähnliche Laufbahn als Künstler und Mitarbeiter des Nebelspalters.
Als Maler zunächst dem impressionistischen Stil verpflichtet, betonte Gilsi später die symbolistisch-dekorative Bildform. Neben Ölbildern, speziell Kinderporträts, schuf er ungefähr 80 Radierungen, welche ihn über die Landesgrenzen hinaus bekannt gemacht haben. Es folgten über 100 Gelegenheitsgrafiken, meist  mit symbolistischen Motiven, mit starker Umrissbetonung.

## Werke (Auswahl)
- Das alte Museum am Markt.[3]
- Sektion St. Gallen der Gesellschaft Schweizer Maler / Bildhauer und Architekten : Einladung zur Eröfnung unserer Ausstellung im Kunstmuseum St. Gallen.[4]
- 7. März 1915: Kniebild Kind, Kind mit Schlitten, Landschaft.
- Reproduktion: Otto Rietmann.[5]
- 1919: Wandgemälde, im Ostkorridor des neugebauten Historischen und Völkerkundemuseums, St. Gallen
- Fassadenmalerei, Stadttheater St. Gallen.

## Ausstellungen
- 1914: Internationale Grafikausstellung, Leipzig. Staatsmedaille zusammen mit Édouard Vallet, Ferdinand Hodler und Max Buri[6]
- 1917–1924: Bookplates, greetings cards and miscellaneous works of Fritz Gilsi. In: John Gartner collection of international bookplates. OCLC 908634087
- 1948: Fritz Gilsi : anlässlich seines 70. Geburtstages, OCLC 756463153
- 1964: Gedächtnisausstellung Fritz Gilsi (1878–1961) und Theo Glinz (1890–1962), Kunstmuseum St. Gallen
- Schweizerische Nationalbibliothek, Bern
- Graphische Sammlung; Kunstmuseum St. Gallen
- 2020, 15. Februar – 28. Juni: Ausstellung Fritz und René Gilsi: Narrenweisheiten. Historisches und Völkerkundemuseum, St. Gallen.[7][1]